# 田中楓基
田中 楓基（たなか ふうき、2003年8月23日 - ）は、北海道旭川市出身のプロ野球選手（投手・育成選手）。右投右打。千葉ロッテマリーンズ所属。

## 経歴
旭川市立新富小学校1年生の時から所属した新富野球少年団では、松浦慶斗と一緒にプレー。旭川市立明星中学校では軟式野球部に所属した。
旭川実業高等学校では1年春から背番号1を付けてベンチ入りし、2年秋の全道大会ではエースとしてチームを準優勝に導いた。3年夏の北北海道大会は1回戦で帯広大谷高等学校と対戦し、自己最速タイの148km/hを記録するなど奮闘したが、延長13回タイブレークで敗れて初戦で敗退した。後に、この登板について「一番記憶に残っている。ああいう経験はしたくない。プロで頑張る材料になった」と振り返っている。その後は東京六大学の強豪を含め10以上の大学から声がかかったが、受付初日となる8月30日にプロ志望届を提出した。
2021年10月11日に行われたプロ野球ドラフト会議において千葉ロッテマリーンズから育成1位指名を受け、11月12日に支度金300万円、年俸230万円（推定）で仮契約を結んだ。背番号は120。

### プロ入り後
2022年はイースタン・リーグで2試合に登板した。
2023年はイースタン・リーグで20試合に登板を果たすも、1勝3敗、防御率7.71という成績にとどまった。
2024年はイースタン・リーグで17試合に登板。0勝1敗、防御率4.58という成績だった。プロ入り後3年で支配下登録をされなかったため、一度戦力外通告を受けたものの、育成再契約を行った。

## 人物
3歳下の弟も投手として野球をプレーしており、同じく旭川実業高校でプレーしている。

## 詳細情報

### 背番号
- 120（2022年[8] - ）